# Lista över fornlämningar i Gotlands kommun (Eke)
Lista över fornlämningar i Gotlands kommun (Eke) är en förteckning av ett urval av de fornlämningar som finns i Eke i Gotlands kommun.
| Namn                    | Lämningstyp                      | Tillkomsttid | Historisk indelning | Plats | Läge                 | ID-nr          | Bild                                      |
| ----------------------- | -------------------------------- | ------------ | ------------------- | ----- | -------------------- | -------------- | ----------------------------------------- |
| Eke 1:1                 | Stensättning                     |              | Eke, Gotland        |       | 57.176958, 18.358085 | 10090800010001 | Ladda upp en bild av detta fornminne      |
| Eke 2:1                 | Stensättning                     |              | Eke, Gotland        |       | 57.173667, 18.357777 | 10090800020001 | Ladda upp en bild av detta fornminne      |
| Eke 3:1                 | Hällristning                     |              | Eke, Gotland        |       | 57.176968, 18.367945 | 11100000000348 | Ladda upp en bild av detta fornminne      |
| Eke 3:2                 | Hällristning                     |              | Eke, Gotland        |       | 57.176850, 18.367898 | 11100000000349 | Ladda upp en bild av detta fornminne      |
| Eke 3:3                 | Hällristning                     |              | Eke, Gotland        |       | 57.176870, 18.368105 | 11100000000350 | Ladda upp en bild av detta fornminne      |
| Eke 4:1                 | Stensättning                     |              | Eke, Gotland        |       | 57.176621, 18.368375 | 10090800040001 | Ladda upp en bild av detta fornminne      |
| Eke 5:1                 | Husgrund, förhistorisk/medeltida |              | Eke, Gotland        |       | 57.175550, 18.369500 | 10090800050001 | Ladda upp en bild av detta fornminne      |
| Eke 6:1                 | Husgrund, förhistorisk/medeltida |              | Eke, Gotland        |       | 57.167484, 18.367585 | 10090800060001 | Ladda upp en bild av detta fornminne      |
| Gullbacke (Eke 10:1)    | Hög                              |              | Eke, Gotland        |       | 57.153450, 18.384247 | 10090800100001 | Ladda upp en bild av detta fornminne      |
| Eke 27:1                | Hällristning                     |              | Eke, Gotland        |       | 57.166603, 18.383863 | 11100000000460 | Ladda upp en bild av detta fornminne      |
| Eke 27:2                | Hällristning                     |              | Eke, Gotland        |       | 57.166630, 18.383974 | 11100000000461 | Ladda upp en bild av detta fornminne      |
| Eke 30:1                | Stensättning                     |              | Eke, Gotland        |       | 57.153686, 18.385134 | 10090800300001 | Ladda upp en bild av detta fornminne      |
| Eke 30:2                | Stensättning                     |              | Eke, Gotland        |       | 57.153866, 18.385233 | 10090800300002 | Ladda upp en bild av detta fornminne      |
| Eke 31:1                | Stensättning                     |              | Eke, Gotland        |       | 57.150219, 18.381097 | 10090800310001 | Ladda upp en bild av detta fornminne      |
| Eke 31:2                | Stensättning                     |              | Eke, Gotland        |       | 57.150218, 18.380672 | 10090800310002 | Ladda upp en bild av detta fornminne      |
| Eke 33:1                | Röse                             |              | Eke, Gotland        |       | 57.159812, 18.394448 | 10090800330001 | Ladda upp en bild av detta fornminne      |
| Eke 35:1                | Stensättning                     |              | Eke, Gotland        |       | 57.152895, 18.395310 | 10090800350001 | Ladda upp en bild av detta fornminne      |
| Eke 35:2                | Röse                             |              | Eke, Gotland        |       | 57.153163, 18.395356 | 10090800350002 | Ladda upp en bild av detta fornminne      |
| Eke 36:1                | Röse                             |              | Eke, Gotland        |       | 57.152594, 18.398058 | 10090800360001 | Ladda upp en bild av detta fornminne      |
| Eke 36:2                | Stensättning                     |              | Eke, Gotland        |       | 57.152531, 18.397820 | 10090800360002 | Ladda upp en bild av detta fornminne      |
| Eke 37:1                | Gravfält                         |              | Eke, Gotland        |       | 57.148874, 18.397241 | 10090800370001 | Ladda upp en bild av detta fornminne      |
| Eke 38:1                | Gravfält                         |              | Eke, Gotland        |       | 57.149540, 18.395010 | 10090800380001 | Ladda upp en bild av detta fornminne      |
| Eke 39:1                | Gravfält                         |              | Eke, Gotland        |       | 57.157355, 18.414442 | 10090800390001 | Ladda upp en bild av detta fornminne      |
| Eke 41:1                | Stensättning                     |              | Eke, Gotland        |       | 57.157789, 18.413529 | 10090800410001 | Ladda upp en bild av detta fornminne      |
| Eke 42:1                | Gravfält                         |              | Eke, Gotland        |       | 57.162409, 18.403071 | 10090800420001 | Ladda upp en bild av detta fornminne      |
| Eke 43:1                | Hällristning                     |              | Eke, Gotland        |       | 57.167832, 18.378666 | 11100000000462 | Ladda upp en bild av detta fornminne      |
| Eke 44:1                | Stensättning                     |              | Eke, Gotland        |       | 57.167395, 18.398774 | 10090800440001 | Ladda upp en bild av detta fornminne      |
| Eke 44:2                | Stensättning                     |              | Eke, Gotland        |       | 57.167534, 18.398907 | 10090800440002 | Ladda upp en bild av detta fornminne      |
| Eke 44:3                | Stensättning                     |              | Eke, Gotland        |       | 57.167641, 18.399038 | 10090800440003 | Ladda upp en bild av detta fornminne      |
| Eke 45:1                | Gravfält                         |              | Eke, Gotland        |       | 57.167491, 18.395017 | 10090800450001 | Ladda upp en bild av detta fornminne      |
| Eke 47:1                | Stensättning                     |              | Eke, Gotland        |       | 57.169608, 18.401192 | 10090800470001 | Ladda upp en bild av detta fornminne      |
| Eke 47:2                | Stensättning                     |              | Eke, Gotland        |       | 57.169353, 18.400814 | 10090800470002 | Ladda upp en bild av detta fornminne      |
| Eke 48:1                | Stensättning                     |              | Eke, Gotland        |       | 57.171510, 18.405100 | 10090800480001 | Ladda upp en bild av detta fornminne      |
| Eke 48:2                | Stensättning                     |              | Eke, Gotland        |       | 57.171473, 18.405303 | 10090800480002 | Ladda upp en bild av detta fornminne      |
| Guding slott (Eke 49:1) | Fornborg                         |              | Eke, Gotland        |       | 57.160416, 18.430628 | 10090800490001 | Ladda upp en till bild av detta fornminne |
| Eke 49:2                | Gravfält                         |              | Eke, Gotland        |       | 57.160129, 18.430779 | 10090800490002 | Ladda upp en bild av detta fornminne      |
| Eke 49:3                | Gravfält                         |              | Eke, Gotland        |       | 57.160794, 18.429976 | 10090800490003 | Ladda upp en bild av detta fornminne      |
| Eke 50:1                | Röse                             |              | Eke, Gotland        |       | 57.163270, 18.421094 | 10090800500001 | Ladda upp en till bild av detta fornminne |
| Eke 51:1                | Gravfält                         |              | Eke, Gotland        |       | 57.164231, 18.421215 | 10090800510001 | Ladda upp en till bild av detta fornminne |
| Eke 52:1                | Stensättning                     |              | Eke, Gotland        |       | 57.165117, 18.421152 | 10090800520001 | Ladda upp en bild av detta fornminne      |
| Eke 53:1                | Gravfält                         |              | Eke, Gotland        |       | 57.168001, 18.426040 | 10090800530001 | Ladda upp en till bild av detta fornminne |
| Eke 54:1                | Stensättning                     |              | Eke, Gotland        |       | 57.174570, 18.418645 | 10090800540001 | Ladda upp en bild av detta fornminne      |
| Eke 54:2                | Stensättning                     |              | Eke, Gotland        |       | 57.174674, 18.418478 | 10090800540002 | Ladda upp en bild av detta fornminne      |
| Eke 54:3                | Stensättning                     |              | Eke, Gotland        |       | 57.174458, 18.418370 | 10090800540003 | Ladda upp en bild av detta fornminne      |
| Eke 54:4                | Grav markerad av sten/block      |              | Eke, Gotland        |       | 57.174425, 18.418518 | 10090800540004 | Ladda upp en bild av detta fornminne      |
| Eke 55:1                | Stensättning                     |              | Eke, Gotland        |       | 57.172928, 18.413510 | 10090800550001 | Ladda upp en bild av detta fornminne      |
| Eke 55:2                | Stensättning                     |              | Eke, Gotland        |       | 57.173005, 18.413279 | 10090800550002 | Ladda upp en bild av detta fornminne      |
| Eke 60:1                | Stensättning                     |              | Eke, Gotland        |       | 57.175843, 18.392218 | 10090800600001 | Ladda upp en bild av detta fornminne      |
| Eke 60:2                | Stensättning                     |              | Eke, Gotland        |       | 57.175790, 18.392070 | 10090800600002 | Ladda upp en bild av detta fornminne      |
| Eke 60:3                | Grav markerad av sten/block      |              | Eke, Gotland        |       | 57.175594, 18.391704 | 10090800600003 | Ladda upp en bild av detta fornminne      |
| Eke 61:1                | Husgrund, förhistorisk/medeltida |              | Eke, Gotland        |       | 57.176722, 18.394529 | 10090800610001 | Ladda upp en bild av detta fornminne      |
| Eke 63:1                | Stensättning                     |              | Eke, Gotland        |       | 57.182202, 18.370373 | 10090800630001 | Ladda upp en bild av detta fornminne      |
| Eke 63:2                | Stensättning                     |              | Eke, Gotland        |       | 57.182032, 18.370207 | 10090800630002 | Ladda upp en bild av detta fornminne      |
| Eke 65:1                | Hällristning                     |              | Eke, Gotland        |       | 57.172397, 18.387072 | 11100000000463 | Ladda upp en bild av detta fornminne      |
| Eke 65:2                | Hällristning                     |              | Eke, Gotland        |       | 57.172365, 18.387007 | 11100000000464 | Ladda upp en bild av detta fornminne      |
| Eke 66:1                | Gravfält                         |              | Eke, Gotland        |       | 57.172276, 18.420617 | 10090800660001 | Ladda upp en bild av detta fornminne      |
| Eke 67:1                | Gravfält                         |              | Eke, Gotland        |       | 57.170862, 18.417478 | 10090800670001 | Ladda upp en bild av detta fornminne      |
| Eke 68:1                | Stensättning                     |              | Eke, Gotland        |       | 57.169830, 18.414742 | 10090800680001 | Ladda upp en bild av detta fornminne      |
| Eke 68:2                | Grav markerad av sten/block      |              | Eke, Gotland        |       | 57.169835, 18.414732 | 10090800680002 | Ladda upp en bild av detta fornminne      |
| Eke 69:1                | Gravfält                         |              | Eke, Gotland        |       | 57.148108, 18.389264 | 10090800690001 | Ladda upp en bild av detta fornminne      |
| Eke 70:1                | Stensättning                     |              | Eke, Gotland        |       | 57.145958, 18.391410 | 10090800700001 | Ladda upp en bild av detta fornminne      |
| Eke 70:2                | Stensättning                     |              | Eke, Gotland        |       | 57.146048, 18.391455 | 10090800700002 | Ladda upp en bild av detta fornminne      |
| Eke 71:1                | Stenkrets                        |              | Eke, Gotland        |       | 57.166186, 18.400904 | 10090800710001 | Ladda upp en bild av detta fornminne      |
| Eke 72:1                | Husgrund, förhistorisk/medeltida |              | Eke, Gotland        |       | 57.170609, 18.363598 | 10090800720001 | Ladda upp en bild av detta fornminne      |
| Eke 72:2                | Husgrund, förhistorisk/medeltida |              | Eke, Gotland        |       | 57.170305, 18.363841 | 10090800720002 | Ladda upp en bild av detta fornminne      |
| Eke 78:1                | Stensättning                     |              | Eke, Gotland        |       | 57.149131, 18.389903 | 10090800780001 | Ladda upp en bild av detta fornminne      |
| Eke 78:4                | Stensättning                     |              | Eke, Gotland        |       | 57.149075, 18.389741 | 10090800780004 | Ladda upp en bild av detta fornminne      |
| Eke 79:1                | Stensättning                     |              | Eke, Gotland        |       | 57.147305, 18.388682 | 10090800790001 | Ladda upp en bild av detta fornminne      |
| Eke 79:2                | Stensättning                     |              | Eke, Gotland        |       | 57.147330, 18.388819 | 10090800790002 | Ladda upp en bild av detta fornminne      |
| Eke 80:1                | Stensättning                     |              | Eke, Gotland        |       | 57.157394, 18.402370 | 10090800800001 | Ladda upp en bild av detta fornminne      |
| Eke 88:1                | Hög                              |              | Eke, Gotland        |       | 57.151977, 18.382461 | 10090800880001 | Ladda upp en bild av detta fornminne      |
| Eke 89:1                | Stensättning                     |              | Eke, Gotland        |       | 57.152879, 18.383441 | 10090800890001 | Ladda upp en bild av detta fornminne      |
| Eke 90:2                | Hällristning                     |              | Eke, Gotland        |       | 57.159781, 18.384384 | 11100000000579 | Ladda upp en bild av detta fornminne      |
| Eke 93:1                | Röse                             |              | Eke, Gotland        |       | 57.154764, 18.402748 | 10090800930001 | Ladda upp en bild av detta fornminne      |
| Eke 94:1                | Hällristning                     |              | Eke, Gotland        |       | 57.145714, 18.407992 | 10090800940001 | Ladda upp en bild av detta fornminne      |
| Eke 95:1                | Gravfält                         |              | Eke, Gotland        |       | 57.154545, 18.423725 | 10090800950001 | Ladda upp en bild av detta fornminne      |
| Eke 96:1                | Hällristning                     |              | Eke, Gotland        |       | 57.157050, 18.380627 | 11100000000580 | Ladda upp en bild av detta fornminne      |
| Eke 97:1                | Stensättning                     |              | Eke, Gotland        |       | 57.152398, 18.382308 | 10090800970001 | Ladda upp en bild av detta fornminne      |
| Eke 97:2                | Stensättning                     |              | Eke, Gotland        |       | 57.152318, 18.382183 | 10090800970002 | Ladda upp en bild av detta fornminne      |
| Eke 98:1                | Hällristning                     |              | Eke, Gotland        |       | 57.154488, 18.424492 | 10090800980001 | Ladda upp en bild av detta fornminne      |
| Eke 99:1                | Stensättning                     |              | Eke, Gotland        |       | 57.155646, 18.423396 | 10090800990001 | Ladda upp en bild av detta fornminne      |
| Eke 99:2                | Stensättning                     |              | Eke, Gotland        |       | 57.155934, 18.422939 | 10090800990002 | Ladda upp en bild av detta fornminne      |
| Eke 99:3                | Stensättning                     |              | Eke, Gotland        |       | 57.156013, 18.422641 | 10090800990003 | Ladda upp en bild av detta fornminne      |
| Eke 99:4                | Stensättning                     |              | Eke, Gotland        |       | 57.155877, 18.422334 | 10090800990004 | Ladda upp en bild av detta fornminne      |
| Eke 100:1               | Stensättning                     |              | Eke, Gotland        |       | 57.160018, 18.421145 | 10090801000001 | Ladda upp en bild av detta fornminne      |
| Eke 100:2               | Stensättning                     |              | Eke, Gotland        |       | 57.160089, 18.421360 | 10090801000002 | Ladda upp en bild av detta fornminne      |
| Eke 100:3               | Stensättning                     |              | Eke, Gotland        |       | 57.160148, 18.421516 | 10090801000003 | Ladda upp en bild av detta fornminne      |
| Eke 101:1               | Stensättning                     |              | Eke, Gotland        |       | 57.156736, 18.424872 | 10090801010001 | Ladda upp en bild av detta fornminne      |
| Eke 102:1               | Stensättning                     |              | Eke, Gotland        |       | 57.164287, 18.420211 | 10090801020001 | Ladda upp en bild av detta fornminne      |
| Eke 103:1               | Stensättning                     |              | Eke, Gotland        |       | 57.166270, 18.426772 | 10090801030001 | Ladda upp en bild av detta fornminne      |
| Eke 104:1               | Stensättning                     |              | Eke, Gotland        |       | 57.166168, 18.420546 | 10090801040001 | Ladda upp en bild av detta fornminne      |
| Eke 105:1               | Stensättning                     |              | Eke, Gotland        |       | 57.165764, 18.425419 | 10090801050001 | Ladda upp en bild av detta fornminne      |
| Eke 105:2               | Stensättning                     |              | Eke, Gotland        |       | 57.165853, 18.425476 | 10090801050002 | Ladda upp en bild av detta fornminne      |
| Eke 106:1               | Grav markerad av sten/block      |              | Eke, Gotland        |       | 57.170228, 18.415994 | 10090801060001 | Ladda upp en bild av detta fornminne      |
| Eke 106:2               | Grav markerad av sten/block      |              | Eke, Gotland        |       | 57.170230, 18.415998 | 10090801060002 | Ladda upp en bild av detta fornminne      |
| Eke 115:1               | Stensättning                     |              | Eke, Gotland        |       | 57.164310, 18.406886 | 10090801150001 | Ladda upp en bild av detta fornminne      |
| Eke 115:2               | Stensättning                     |              | Eke, Gotland        |       | 57.164175, 18.406572 | 10090801150002 | Ladda upp en bild av detta fornminne      |
| Eke 125:2               | Hällristning                     |              | Eke, Gotland        |       | 57.177708, 18.395743 | 11100000000582 | Ladda upp en bild av detta fornminne      |
| Eke 130:1               | Grav markerad av sten/block      |              | Eke, Gotland        |       | 57.171618, 18.384359 | 10090801300001 | Ladda upp en bild av detta fornminne      |
| Eke 134:2               | Husgrund, förhistorisk/medeltida |              | Eke, Gotland        |       | 57.177684, 18.358733 | 10090801340002 | Ladda upp en bild av detta fornminne      |
| Eke 138:1               | Stensättning                     |              | Eke, Gotland        |       | 57.176384, 18.357440 | 10090801380001 | Ladda upp en bild av detta fornminne      |
| Eke 139:1               | Hällristning                     |              | Eke, Gotland        |       | 57.146574, 18.410557 | 11100000000583 | Ladda upp en bild av detta fornminne      |
| Eke 139:2               | Hällristning                     |              | Eke, Gotland        |       | 57.146574, 18.410557 | 11100000000584 | Ladda upp en bild av detta fornminne      |
| Eke 139:3               | Hällristning                     |              | Eke, Gotland        |       | 57.146574, 18.410323 | 11100000000585 | Ladda upp en bild av detta fornminne      |
| Eke 141:1               | Hällristning                     |              | Eke, Gotland        |       | 57.144636, 18.406600 | 11100000000586 | Ladda upp en bild av detta fornminne      |
| Eke 142:1               | Hällristning                     |              | Eke, Gotland        |       | 57.146132, 18.405929 | 11100000000587 | Ladda upp en bild av detta fornminne      |
| Eke 142:2               | Hällristning                     |              | Eke, Gotland        |       | 57.145898, 18.406163 | 11100000000588 | Ladda upp en bild av detta fornminne      |
| Eke 143:1               | Hällristning                     |              | Eke, Gotland        |       | 57.176161, 18.368043 | 11100000000589 | Ladda upp en bild av detta fornminne      |
| Eke 144:1               | Stensättning                     |              | Eke, Gotland        |       | 57.178811, 18.360509 | 10090801440001 | Ladda upp en bild av detta fornminne      |
| Eke 145:1               | Stensättning                     |              | Eke, Gotland        |       | 57.167865, 18.431809 | 10090801450001 | Ladda upp en bild av detta fornminne      |
| Eke 145:2               | Stensättning                     |              | Eke, Gotland        |       | 57.167749, 18.431729 | 10090801450002 | Ladda upp en bild av detta fornminne      |
| Eke 145:3               | Stensättning                     |              | Eke, Gotland        |       | 57.167616, 18.431658 | 10090801450003 | Ladda upp en bild av detta fornminne      |
| Eke 148:1               | Stensättning                     |              | Eke, Gotland        |       | 57.160880, 18.389984 | 10090801480001 | Ladda upp en bild av detta fornminne      |
| Rone 36:3               | Husgrund, förhistorisk/medeltida |              | Eke, Gotland        |       | 57.180542, 18.412522 | 10095900360003 | Ladda upp en bild av detta fornminne      |
| Rone 246:1              | Husgrund, förhistorisk/medeltida |              | Eke, Gotland        |       | 57.175660, 18.419416 | 10095902460001 | Ladda upp en bild av detta fornminne      |